# Pfarrkirche St. Georgen bei Grieskirchen

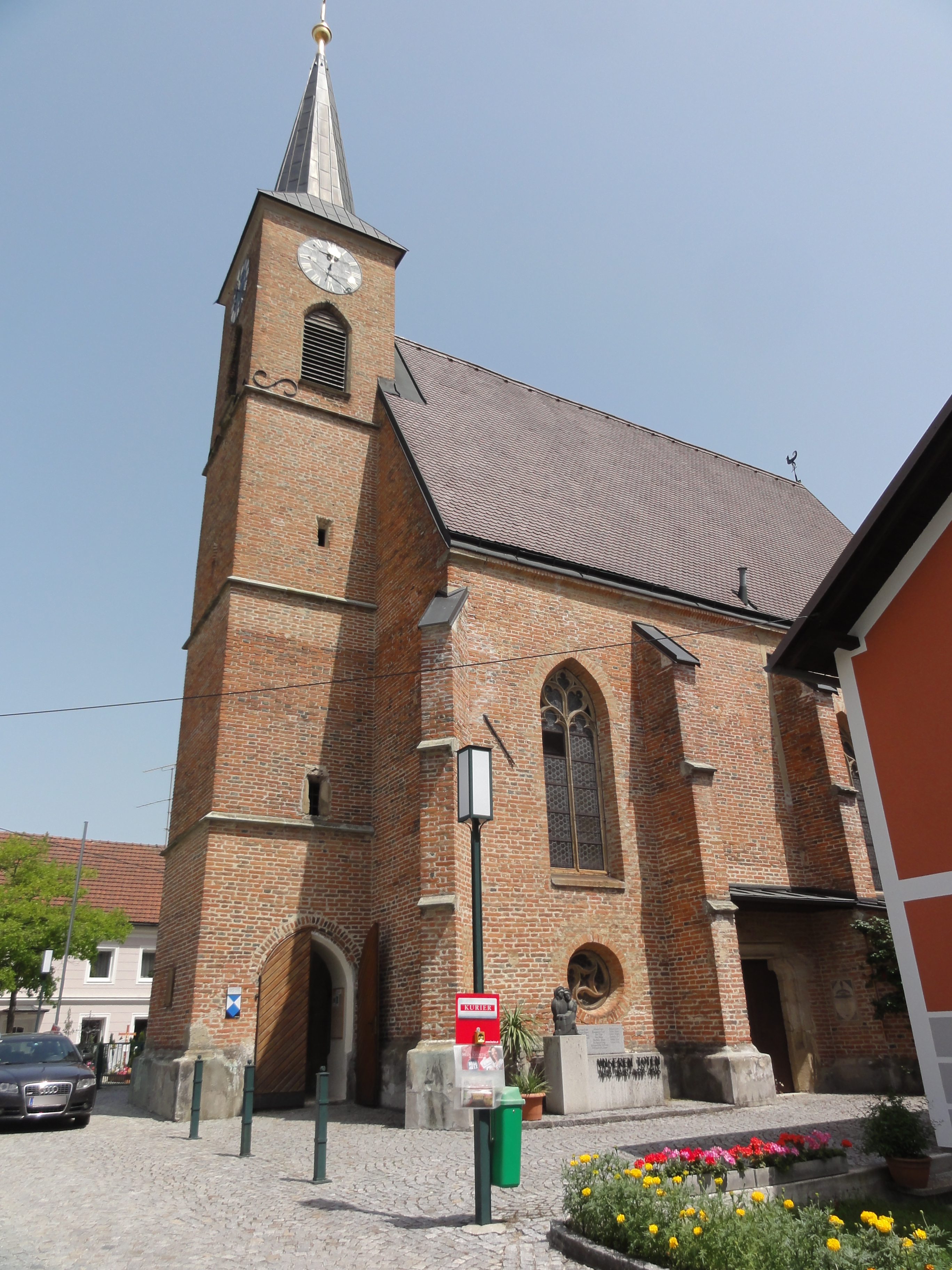
Kath. Pfarrkirche hl. Georg in St. Georgen bei Grieskirchen

Die Pfarrkirche St. Georgen bei Grieskirchen steht im Ort St. Georgen bei Grieskirchen in der Gemeinde St. Georgen bei Grieskirchen in Oberösterreich. Die römisch-katholische Pfarrkirche hl. Georg gehört zum Dekanat Kallham in der Diözese Linz. Die Kirche und der Friedhof stehen unter Denkmalschutz.

## Geschichte
Eine Kirche wurde 1239 urkundlich genannt. 

## Architektur
Der spätgotische Ziegelbau – für Österreich ungewöhnlich – zeigt sich mit starker Höhenentwicklung. Die Kirche wurde auf romanischen Restmauern aufgebaut. An den einjochigen netzrippengewölbten Chor mit einem Fünfachtelschluss schließt sich der heutige leicht eingezogene höhere einjochige netzrippengewölbte Chor mit einem geraden Schluss an. Das einschiffige dreijochige Langhaus hat ein Sternrippengewölbe. Der Westturm trägt einen Spitzhelm. Das Süd- und Westportal sind gotisch.

## Ausstattung
Die Einrichtung ist neugotisch. Das Triumphkreuz ist aus dem 18. Jahrhundert. Die Orgel mit 10 Registern aus 1926 wurde von den Gebrüdern Steininger errichtet.
Es gibt viele Grabsteine aus dem 15. bis 17. Jahrhundert. Besonders bemerkenswert sind im alten Chor mit 1544 Georg zu Roith aus Salzburger Marmor mit Relief Jüngstes Gericht und ein Wappenstein 1578.